# Martina Jäschke
Martina Jäschke (Halle, República Democrática Alemana, 6 de mayo de 1960) es una clavadista o saltadora de trampolín alemana especializada en plataforma de 10 metros, donde consiguió ser subcampeona mundial en 1978.

## Carrera deportiva
En el Campeonato Mundial de Natación de 1978 celebrado en Berlín (Alemania), ganó la medalla de plata en la plataforma de 10 metros, con una puntuación de 384 puntos, tras la soviética Irina Kalinina y por delante de la estadounidense Melissa Briley  (bronce con 364 puntos).